# DSA-305
La DSA-305 es una carretera perteneciente a la Red Secundaria de la Diputación Provincial de Salamanca que une la  DSA-310  con la  DSA-304 .

## Origen y Destino
La carretera  DSA-305  tiene su origen en Sanchón de la Sagrada en la intersección con la carretera  DSA-310 , y termina en la intersección con la carretera  DSA-304  en Villalba de los Llanos, formando parte de la Red de carreteras de Salamanca.